# Fente labiale
 Mise en garde médicale
Cet article traite à la fois des fentes labiales et des fentes palatines qui peuvent être isolées ou associées.
La fente labiale ou, selon les cas, fente labiopalatine (dite « bec de lièvre » en langage populaire) est une absence de fusion du tissu embryonnaire du visage aboutissant à une perte de substance de la lèvre supérieure dans la zone du philtrum, la fossette située entre le nez et la lèvre supérieure. La fente palatine ou maxillopalatine est une absence de substance de la voûte buccale aboutissant à une communication entre le nez et la bouche.
La fente labiale et la fente palatine sont des malformations fréquentes du bas du visage qui apparaissent tôt durant le développement embryonnaire. Les fentes labiales sont plus fréquentes que les fentes palatines. Dans 80 % des cas, la fente labiale est unilatérale ; elle se situe alors deux fois plus souvent à gauche qu'à droite.
La fente labiale est le résultat de l’absence de fusion du mésenchyme facial. La fente palatine isolée et la fente labiale isolée n’ont pas la même origine.

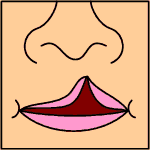
Fente labiale unilatérale partielle.
Fente labiale unilatérale complète.
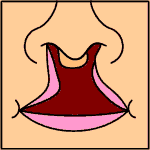
Fente labiale bilatérale complète.

Dans ce groupe de malformations, quatre types de fentes sont distinguées :
- fente labiale ;
- fente labio-alvéolaire, incluant une alvéole dentaire ;
- fente labiopalatine[2], incluant le palais ;
- fente palatine ou vélopalatine[2], fente isolée du palais.

Le terme « bec de lièvre » apparait en français chez Ambroise Paré (1560) pour désigner une malformation de la bouche par analogie avec la lèvre supérieure d'un lièvre, et par métonymie, la personne présentant cette malformation. L'utilisation du terme « bec de lièvre », en anglais « harelip », est déconseillée à cause d'une connotation dégradante pour ces personnes.

## Embryologie
La face humaine se forme en pièces détachées à partir de cinq bourgeons faciaux qui apparaissent au pôle céphalique de l'embryon dans la 4e semaine de gestation.
Il s'agit :
- en haut, d'un bourgeon impair, le bourgeon frontal qui formera le front et le nez ;
- en bas, deux paires de bourgeons droits et gauches : la paire maxillaire et la paire mandibulaire.

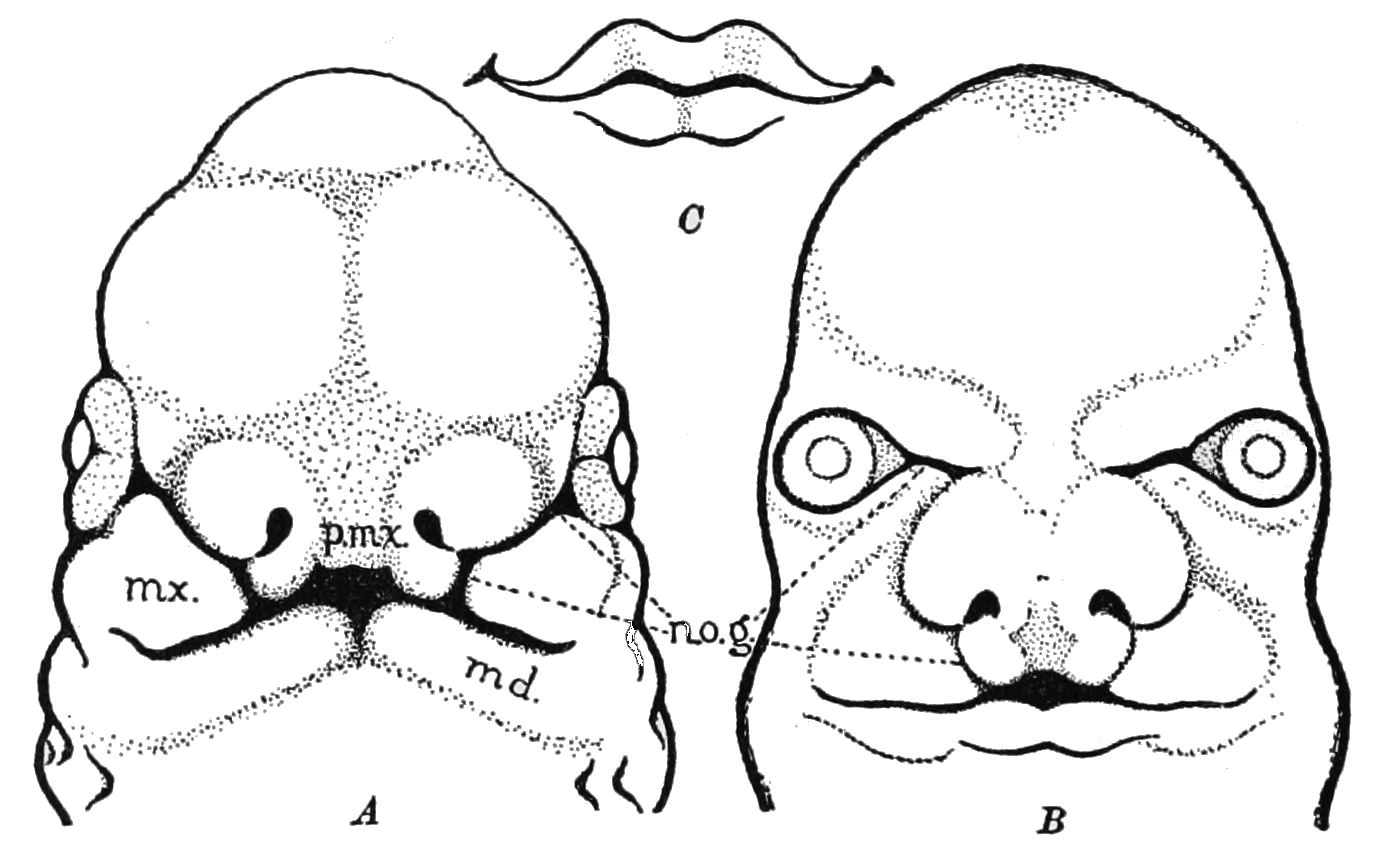
Formation de la face humaine, selon Popular Science, 1913. A. vers la 4e semaine de gestation, B. vers la 8e semaine, C. bouche définitive.

Ces cinq bourgeons se développent pour fusionner en donnant les bases morphologiques de la face humaine, selon un processus qui dure de la 4e à 12e semaine de gestation.
À la fin de la 5e semaine, les bourgeons mandibulaires fusionnent sur la ligne médiane, simultanément se forment le plancher buccal, puis la langue.
Le palais primaire ou antérieur se forme au cours de la 6e semaine par fusion des bourgeons nasaux et maxillaires. Cette fusion se poursuit à la 7e semaine pour aboutir au palais secondaire ou postérieur avec séparation définitive entre les cavités nasales et buccale.
L'ébauche des premiers mouvements de succion apparaissent vers la 10e semaine, et ceux de déglutition vers la 13e semaine. Après la naissance, c'est la fermeture de la voûte palatine qui permet de mastiquer et de respirer en même temps.
Cette formation de la face et du palais met en jeu des processus de croissance, différenciation et migration cellulaire (en), ainsi que le phénomène d'apoptose. Ces processus sont très coordonnés, tout défaut dans une séquence d'évènements peut les interrompre.
Un développement incomplet ou interrompu n'aboutit pas à une fusion, mais à des béances laissées en place dites fentes faciales, fente labiale pour la lèvre supérieure, fente palatine pour le palais. La gravité des lésions dépend de leur moment de survenue, de leur situation et de leurs dimensions. Il existe une période critique (6e-9e semaine) lors de la formation du palais, où le développement de la face est très sensible aux facteurs génétiques et tératogènes.

## Épidémiologie
Les fentes labio-palatines sont parmi les malformations faciales les plus fréquentes du fait de leur regroupement. À l'échelle mondiale leur incidence globale est d'environ 1,5 cas pour mille naissances vivantes (environ 220 000 nouveaux cas chaque année), mais avec de grandes variations selon l'origine géographique et ethnique, et selon le type de fente.
L'incidence est la plus forte en Asie (0,82 à 4,04 pour mille naissances vivantes), intermédiaire en Europe (0,9 à 2,69), et basse en Afrique (0,18 à 1,67). Aux États-Unis, elle est de 0,4 à 2, la plus faible chez les Afro-Américains et la plus forte chez les Asio-Américains et les Amérindiens.
En Europe, la prévalence de cet ensemble, toutes formes cliniques confondues est d’environ 1/1 000 (en France de 1/700 à 1/1000), mais là aussi avec de grandes variations géographiques. Chaque type de fente correspond à des formes très différentes par leur nature et leur cause, et chaque type entre dans la définition d’une maladie rare en Europe (prévalence inférieure à 1/2 000).
En moyenne, la répartition des formes anatomiques est la suivante : fentes labiales et labio-alvéolaires 25 %, fentes labio-palatines 50 %, fentes palatines 25 %. Les fentes labio-palatines sont unilatérales dans 80 à 90 % des cas.
Les fentes labiales et labio-palatines sont deux fois plus fréquentes chez le garçon et deux fois plus fréquentes du côté gauche que du côté droit ; alors que les fentes palatines sont deux fois plus fréquentes chez la fille,.
60 à 70 % des fentes labio-palatines sont des formes isolées, les autres sont des formes syndromiques. Plus de 500 syndromes ont été décrits dans lesquels la fente est une anomalie parmi d'autres, associées ou non à une anomalie chromosomique.

## Causes
Les fentes labiales et palatines sont liées à des causes multiples : génétiques (de transmission mendélienne ou non) et environnementales (exposition prénatale à des facteurs tératogènes) qui se combinent entre elles.

### Génétiques
Les études de jumeaux suggèrent que les facteurs génétiques comptent pour 40 à 60 % des fentes labio-palatines. Les études de population indiquent que, pour les apparentés au premier degré d'un porteur de fente labiale, le risque est 32 fois supérieur à la population générale, et 65 fois pour une fente palatine.
Les études de biologie moléculaire indiquent que plusieurs molécules de signalisation cellulaire sont impliquées dans les fentes labiales et palatines : la voie de signalisation Wnt, la voie de signalisation TGF beta et la voie de signalisation BMP. De nombreux gènes et leurs variants ont été associés à différents types de fentes comme le gène Wnt3A (en), le gène IRF6 (en), les gènes SMAD, les gènes BMP2 (protéine) et BMP4.

### Environnementales
Certains médicaments ainsi que la cigarette ou l'alcool ont été mis en cause dans la genèse des fentes labiales et palatines. La relation avec le tabagisme maternel est significative mais relativement peu élevée : risque multiplié par 1,3 mais beaucoup plus selon le profil génétique (multiplié par 7 en cas de mutation du gène MSX1 (en)).
L'exposition prénatale à l'alcool représente un risque multiplié par 2,2 selon une relation dose-dépendante, mais son rôle exact est discuté. Si le binge drinking est bien reconnu comme une augmentation du risque, les autres modes de consommation sont discutés (difficulté de distinguer les effets de l'alcool et du tabac, souvent associés). Le rôle favorisant d'un profil génétique particulier n'a pas été démontré,.
Le déficit en zinc multiplie le risque de 1,82 chez l'animal, et pourrait être en cause chez l'humain. Les autres facteurs qui augmentent le risque (de 1,26 à 1,5) sont : l'obésité et le diabète, l'âge maternel de plus de 40 ans, le stress, la fièvre durant la grossesse,. D'autres expositions, notamment professionnelles, durant la grossesse seraient concernées comme les éthers de glycol, les radiations ionisantes et les pesticides.
L'acide folique joue un rôle protecteur, variable selon le profil génétique des populations, de l'ordre de 0,77,,.
Les médicaments signalés comme tératogènes potentiels pour les fentes labiales et palatines sont les rétinoïdes et acide rétinoïque, acide valproïque et phénytoïne, les premiers utilisés comme anti-acné, les seconds comme antiépileptique. Ces médicaments sont contre-indiqués durant la grossesse.

## Classifications
Il existe près d'une vingtaine de systèmes de classification des fentes labio-palatines. Chaque système a ses avantages et ses inconvénients, et aucun n'est universellement accepté. Leur but peut être différent : à visée d'enregistrement et de codage (études épidémiologiques, économiques…), à visée de classification proprement dite (utilisation pour le diagnostic, la chirurgie, le suivi et l'évaluation des résultats…). La classification idéale doit être claire, précise et concise, facile à comprendre et à appliquer,.
Selon une étude internationale publiée en 2021, les trois systèmes les plus utilisés dans le monde sont :
- la classification ICD-10 (1993) qui est celle de l'OMS, utilisée pour l'épidémiologie et les codages économiques (remboursement des soins) ;
- la classification LAHSHAL (1989), acronyme palindromique pour L Lip lèvre, A Alveolus alvéole, H Hard dur (palais), S Soft mou (palais), indiquant les structures anatomiques de droite à gauche du patient (de gauche à droite pour le clinicien), susceptible de rendre compte de près de douze mille combinaisons possibles[16].
- la classification de Victor Veau (1931), basée sur 4 types morphologiques.

## Évaluation clinique
À la naissance, l'examen clinique doit être complet, à la recherche d'associations syndromiques. En sus des lésions des parties molles (situation et étendue), il faut évaluer l'état dentaire et d'éventuelles anomalies : présence de dent néonatale, dent trop petite Microdontie (en), malformation des molaires Taurodontisme (en), poussée dentaire retardée ou en position anormale, émail dentaire peu développé (hypoplasie de l'émail). L'enfant est exposé à un risque important de caries.
Les fentes labio-palatines entrainent de nombreuses difficultés, :
- troubles respiratoires, à détecter dès la naissance (risque de détresse respiratoire) ;
- troubles alimentaires par difficulté à téter, fausse route ;
- troubles de la parole par dysfonction du muscle élévateur du voile du palais et résonance anormale de la cavité nasale. Ces troubles portent surtout sur la prononciation des consonnes ;
- risque important d'infection par otite moyenne aiguë et perte d'audition.

La mortalité précoce des premiers jours de vie est estimée à 10-15 %, liée à une insuffisance de diagnostic et de prise en charge ou à des comorbidités, et principalement due à des complications respiratoires.

## Diagnostic

### Diagnostic prénatal

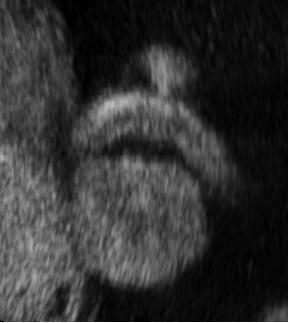
À l'échographie, coupe frontale de la face.

Dans la plupart des pays développés, le diagnostic prénatal est possible par échographie : l'examen du visage par une coupe frontale de la face est un standard de l'examen échographique du deuxième trimestre. En France, il s'agit de l'échographie de dépistage (de cas suspects), effectuée entre la 20e et 24e semaine d'aménorrhée. Cette échographie systématique doit être confirmée par une deuxième échographie dite à visée diagnostique ou de référence. Pour les patientes à risque (notamment antécédent personnel ou familial de fente labio-palatine), une échographie de référence peut être proposée à partir de la 15e semaine.
Alors que le taux de détection des fentes labiales est relativement élevé, le taux de détection des fentes palatines est beaucoup plus faible car elle exige des coupes de profil du fœtus afin d'étudier les mouvements de la langue au cours de la déglutition. L'interruption de la lèvre supérieure est la constatation la plus fréquente au cours de l'échographie. Une image additionnelle au niveau de la lèvre supérieure est souvent rencontrée en cas de fente labio-palatine car il existe un rétrognathisme du maxillaire inférieur dans cette pathologie.
À l'issue du diagnostic échographique, la prise en charge est pluridisciplinaire.

### Diagnostic différentiel
Il existe peu de diagnostics différentiels dans cette pathologie surtout en cas de fente labiale unilatérale et isolée. Seule l'existence de l'image additionnelle permet de trancher entre un hémangiome, un méningocèle antérieur, un tératome ou un proboscis.
Les autres fentes faciales sont très rares (moins d'une centaine de cas publiés dans le monde au XXe siècle) en étant appelées fentes faciales obliques. Ces fentes partent du nez ou de la bouche pour aller jusqu'au plancher ou au plafond de l'orbite (fentes naso-oculaires ou fentes oro-oculaires). L'ensemble des fentes faciales, labio-palatines et obliques, sont répertoriées internationalement selon la classification de Tessier (1976),.

### Diagnostic étiologique
Plus de 500 syndromes comprennent dans la description une fente labiale et/ou une fente palatine. Toute découverte d'une fente doit conduire à un examen échographique soigneux. Une fente labiale médiane oriente vers une holoprosencéphalie.
Selon les cas, il est proposé une amniocentèse pour connaître le caryotype fœtal ou réaliser des examens génomiques de l'ADN fœtal (génomique). L'IRM et plus rarement la TDM peuvent être discutés pour compléter l'échographie.
Les pathologies les plus fréquentes associées avec une fente sont :
- trisomie 13 ;
- trisomie 18 ;
- syndrome de Van der Woude qui est la première cause de fente palatine par mutation génétique ;
- syndrome de Treacher Collins ;
- syndrome de Stickler ;
- syndrome de Shprintzen ou syndrome délétionnel 22q11 ;
- syndrome de Goldenhar.
- Syndrome de Pierre Robin.

Hors de ces cas, une composante génétique, suggérée par des formes familiales, est cependant probable, surtout pour la fente palatine, même si aucun gène responsable n'a été identifié.

## Conseil prénatal et génétique
Le conseil prénatal a pour but d'apporter un soutien psychologique, une information adaptée et personnalisé aux futurs parents, et bien les préparer aux traitements et au suivi de la malformation,.
Seulement 3 % des fentes sont en rapport avec une mutation génétique. Il est donc important de faire un diagnostic le plus précis possible en cas de découverte d'une fente. Il est souhaitable de rechercher dans la famille une histoire de fente ou d'anomalie de la bouche comme une luette bifide, des anomalies mineures du palais ou des implantations anormales de la denture.
L'enquête familiale avec arbre généalogique permet de distinguer les formes à transmission mendélienne pour évaluer les risques de récurrence. Un bilan malformatif et des tests génétiques permettent de préciser le conseil génétique. L'existence d'une fente labiale isolée, associée à des anomales bénigne de bon pronostic et un caryotype normal n'est pas une indication d'interruption médicale de grossesse.
Dans les formes isolées et non syndromiques, selon le type de fente et d'autres facteurs, le risque empirique (d'avoir un autre enfant atteint) est de l'ordre de 1,8 à 4 %.

## Traitement

Moulage en cire effectué en 1800, montrant la différence avant et après l'opération.

Le recours à la chirurgie est nécessaire pour réparer la fente labio-palatine ou labiale. La chirurgie esthétique, quant à elle, peut intervenir pour atténuer les cicatrices laissées par l'opération et redonner au visage un aspect « normal ».
Cette réparation chirurgicale se fait en plusieurs temps. Les principaux objectifs sont : restaurer une fonction alimentaire et respiratoire normale, assurer le développement de la parole, obtenir un bon résultat esthétique.

### Indications et protocole
Les différents temps de réparation dépendent de l'expérience et des préférences de l'équipe soignante, et peuvent varier selon les cas individuels (sévérité, risques anesthésiques, comorbidités, conséquences psychologiques sur la famille...).
La réparation d'une fente labiale est effectuée le plus souvent vers l'âge de 10 à 12 semaines. D'autres chirurgiens interviennent plus tôt dès la première semaine, surtout si la fente est minime. En France, le premier temps de réparation se fait à l'âge de 3 ou 6 mois, et le second à 12-18 mois.
Les fentes sévères peuvent bénéficier de procédures préparatoires, chirurgicales ou prothétiques, à la réparation définitive proprement dite. Ces cas sévères peuvent bénéficier de greffe osseuse effectuées vers l'âge de 4 à 6 ans.
Une chirurgie orthodontique à la fin de la croissance peut être nécessaire pour les défauts persistants ou survenus entre-temps.

### Suivi médical et psychosocial
Le suivi à long terme est très important,. La prise en charge est effectuée par une équipe multidisciplinaire qui comporte chirurgiens (chirurgie maxillo-faciale, pédiatrique, esthétique), généticien, pédiatre, orthophoniste, orthodontiste, infirmier spécialisé, psychologue, travailleur social, , etc.
Une prothèse palatine permet de réhabiliter le palais avant, après ou en substitution d'une opération chirurgicale.
Des séances chez l'orthophoniste seront parfois nécessaires dès l'apparition du langage, afin d'atténuer d'éventuels troubles de la phonation (production de la voix et du langage articulé).
Des traitements d'orthodontie sont souvent nécessaires pour corriger une éventuelle malocclusion. La malocclusion est surtout présente chez ceux qui ont une fente palatine et ceux qui ont une fente labiale avec atteinte de l'os alvéolaire (gencive).
Un suivi par un psychologue est conseillé afin que l'enfant accepte sa différence, soit préparé aux opérations, ainsi que dans les cas de déficience intellectuelle associée.
En France, le suivi psychologique est recommandé mais jamais imposé. Les étapes cruciales sont la première année de vie (relation d'attachement parents-enfant), la petite enfance et l'entrée en maternelle (différence entre soi et les autres), l'entrée en primaire (moqueries et difficultés scolaires), l'adolescence et le passage à l'âge adulte (autonomie et confiance en soi).
En France, depuis 2005, le réseau MAFACE constitué de 22 centres régionaux de compétence prend en charge les patients porteurs de fentes labio-palatines. Il s'agit d'équipes pluridisciplinaires de professionnels de santé qui assurent la coordination des soins et le suivi. Les professionnels français concernés sont regroupés avec ceux de Belgique, Canada et Suisse au sein de l'Association Francophone des Fentes Faciales.
Les patients et leurs familles peuvent être accompagnés par des associations dédiées comme l'Association pour les porteurs de fentes faciales et leurs parents.

### Prévention
En prévention, la supplémentation en acide folique durant la grossesse, qu'elle soit alimentaire ou médicamenteuse, réduirait de près d'un tiers le risque de survenue de ce type de malformation.

## En Afrique
La chirurgie des fentes faciales fait partie de la chirurgie essentielle qui devrait être universellement accessible, définie par les organisations internationales à l'instar des médicaments essentiel

Carte mondiale des décès liés aux fentes labio-palatines par million d'hommes (OMS, 2012). Du plus clair au plus sombre : zéro, 1, 2 et 3 à 5.

Si la prévalence des fentes faciales en Afrique est basse (moins d'un cas sur mille naissances), l'Afrique sub-saharienne comporte le nombre et le taux de décès infantile par fente faciale le plus élevé au monde, surtout dans la région du Sahel qui va du Mali à la Somalie. Ces décès sont dus à des fentes labio-palatines non traitées qui entraînent malnutrition, carences alimentaires et troubles de la croissance. Un enfant africain porteur d'une fente a deux fois plus de risques de souffrir de malnutrition que les autres enfants africains.
L'Afrique supporte 25 % du fardeau mondial des fentes faciales, mais elle ne dispose que de 2 % des professionnels de santé qualifiés pour y faire face. Les chirurgiens qualifiés exercent surtout en zone urbaine, avec salaire très inférieur dans le secteur public par rapport au secteur privé. Des chirurgiens qualifiés quittent l'Afrique pour de meilleurs emplois ailleurs.
Dans les zones rurales éloignées, la population n'a pas accès aux soins chirurgicaux, et elle n'est guère informée des possibilités de traitement. L'enfant porteur d'un « bec de lièvre » peut être vu comme un châtiment, une punition honteuse dont la mère est responsable. L'avenir de l'enfant est menacé d'un statut socio-économique précaire.
L'aide internationale se fait par équipe chirurgicale mobile remplissant des missions de soins, d'éducation et de formation, mais trop souvent à court-terme. Dès lors, même opéré, le porteur de fente n'est pas correctement suivi à long terme (manque d'infrastructure et de professionnels). Malgré des progrès louables, le traitement des fentes labio-palatines en Afrique se heurte toujours à des obstacles financiers et de personnel soignant qualifié, des obstacles géographiques et socio-culturels.